# Saint-Oulph
Saint-Oulph ist eine französische Gemeinde mit 326 Einwohnern (Stand: 1. Januar 2022) im Département Aube in der Region Grand Est (bis 2015 Champagne-Ardenne). Sie gehört zum Arrondissement Nogent-sur-Seine und zum Gemeindeverband Seine et Aube. Die Bewohner werden Saint-Oulphiens genannt.

## Geografie
Die Gemeinde Saint-Oulph liegt an der Seine, 30 Kilometer nordwestlich von Troyes und etwa 100 Kilometer östlich des Ballungsraumes von Paris. Die Seine mäandriert hier stark und wird in ihrem breiten auwaldbestandenen Tal von mehreren Wasserläufen, Altarmen und dem Canal de la Haute-Seine begleitet, der allenfalls noch touristische Bedeutung hat. Im Kontrast zur feuchten Seine-Niederung steht die nordöstlich anschließende „Trockene Champagne“, die durch großflächige Äcker geprägt ist und keinen Weinbau zulässt. Das Terrain der 10,94 km² umfassenden Gemeinde ist überwiegend flach. Im Nordwesten grenzt die Gemeinde an das Département Marne. Umgeben wird Saint-Oulph von den Nachbargemeinden Étrelles-sur-Aube im Norden, Longueville-sur-Aube im Nordosten, Méry-sur-Seine im Südosten, Châtres im Südwesten sowie Clesles im Westen.

## Bevölkerungsentwicklung
| Jahr      | 1962 | 1968 | 1975 | 1982 | 1990 | 1999 | 2006 | 2014 | 2022 |
| Einwohner | 181  | 170  | 147  | 169  | 173  | 192  | 194  | 265  | 326  |

Im Jahr 1846 wurde mit 336 Bewohnern die bisher höchste Einwohnerzahl ermittelt. Die Zahlen basieren auf den Daten von cassini.ehess und INSEE.

## Sehenswürdigkeiten
- Kirche Saint-Oulph mit dem Grab des Chevalier Frédérik de Saint-Oulph und einem gallo-römischen Sarkophag
- mehrere Flurkreuze
- Wasserturm

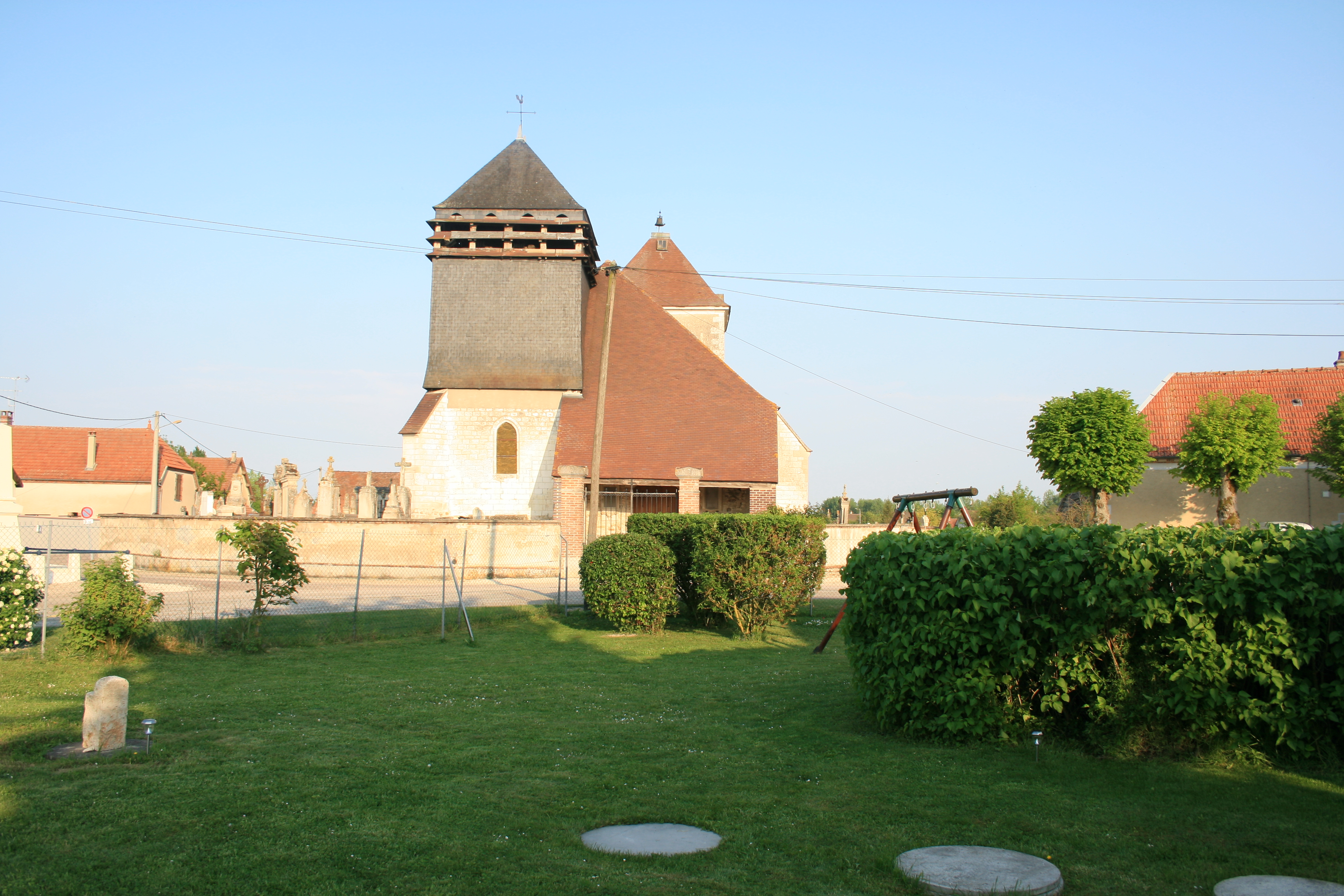
Kirche Saint-Oulph
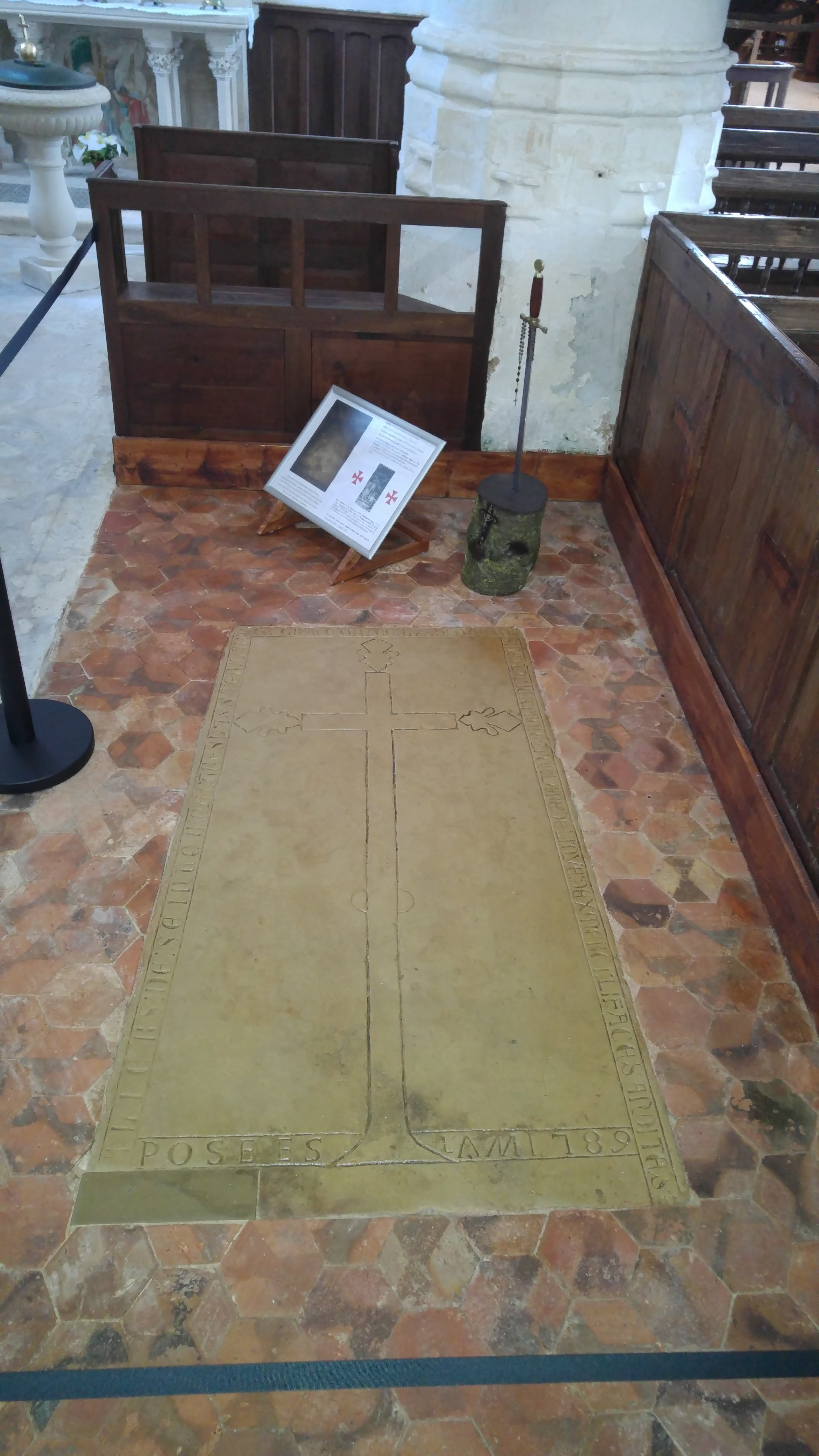
Grablege des 1272 verstorbenen Chevalier Frédérik de Saint-Oulph in der Kirche
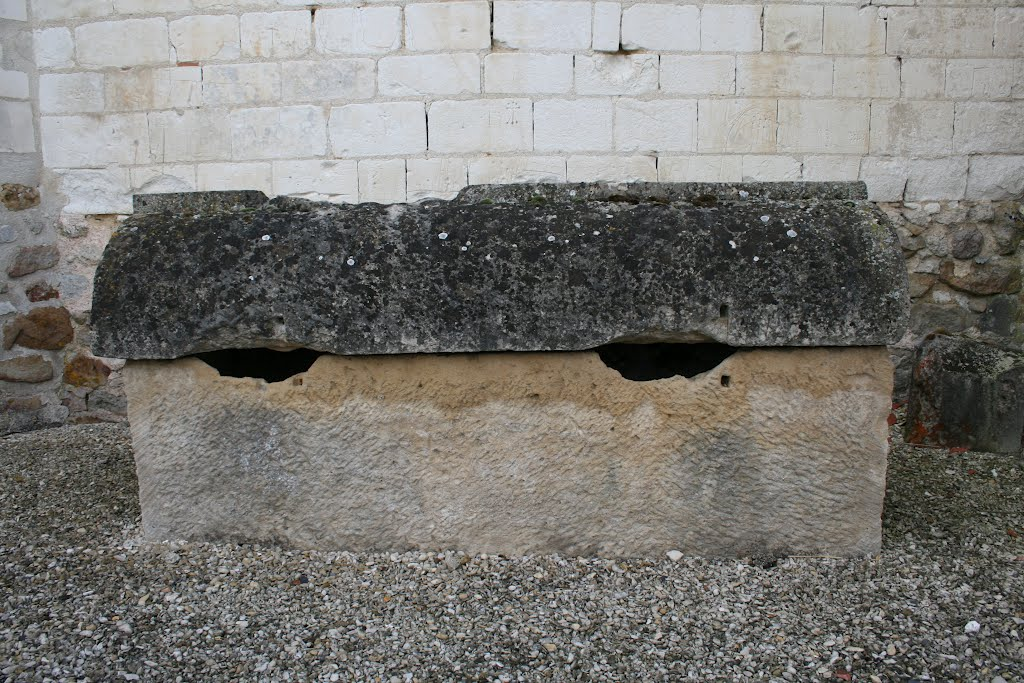
Gallo-römischer Sarkophag am Eingang der Kirche

## Wirtschaft und Infrastruktur
In Saint-Oulph sind drei Fortswirtschaftsbetriebe und drei Landwirtschaftsbetriebe ansässig (Getreide-, Ölsaaten- und Futtermittelanbau).
Durch das Gemeindegebiet von Saint-Oulph führt die Fernstraße D 373 von Sézanne nach Troyes. In der 22 Kilometer östlich gelegenen Gemeinde Torcy-le-Grand besteht ein Anschluss an die Autoroute A 26 von Châlons-en-Champagne nach Troyes.

## Belege
1. ↑  Saint-Oulph auf cassini.ehess
2. ↑  Saint-Oulph auf INSEE
3. ↑  Forstwirtschaftsbetriebe auf annuaire-mairie.fr (französisch)
4. ↑  Landwirtschaftsbetriebe auf annuaire-mairie.fr (französisch)